# Watykan (stacja kolejowa)
Watykan (wł. Stazione di Città del Vaticano) – stacja kolejowa w Watykanie. Jedyna stacja kolejowa w tym państwie. Wybudowana przez Królestwo Włoch na mocy porozumień Traktatów Laterańskich z 11 lutego 1929.
Budynek stacji, zaprojektowany przez papieskiego architekta Giuseppe Momo, otwarto w 1933. Ma 61 m długości i 21,5 m szerokości. Dworzec urządzono z myślą o przyjmowaniu w nim papieża i innych ważnych osobistości. Z tego powodu jest on ozdobiony marmurem i trawertynem oraz płaskorzeźbami przedstawiającymi herb papieża Piusa XI i sceny biblijne.
Prócz torów pasażerskich stacja posiada dwa krótkie odcinki linii przy rampie towarowej, z których każdy jest zdolny pomieścić cztery wagony.

## Wykorzystanie stacji
Stacja używana jest sporadycznie, głównie do celów towarowych. Do Watykanu nigdy nie kursował żaden regularny pociąg pasażerski. Od 11 września 2015 z pobliskiej stacji Roma San Pietro odjeżdżają pociągi turystyczne, które kursują co sobotę do rezydencji Castel Gandolfo.
W ruchu pasażerskim stacja jest wykorzystywana tylko w rzadkich przypadkach. Na wjazd do Watykanu otrzymał zezwolenie np. pociąg z pielgrzymką osób niepełnosprawnych zorganizowaną przez UNITALSI, specjalny pociąg włoskich kolei z grupą turystów z Perugii czy „zielony pociąg”.

## Historia
Ze stacji jako pierwszy papież skorzystał Jan XXIII 4 października 1962, udając się z pielgrzymką do Loreto i Asyżu na tydzień przed otwarciem Soboru Watykańskiego II. Jan Paweł II korzystał z niej dwukrotnie. 8 listopada 1979 udając się na spotkanie z włoskimi kolejarzami z okazji Dnia kolejarza i 24 stycznia 2002, kiedy wraz z przedstawicielami innych religii udał się na modlitwy ekumeniczne do Asyżu.
Obecnie część budynku stacyjnego wykorzystywana jest jako pomieszczenie dla sklepów.